# Badoca Safari Park
O Badoca Safari Park é um parque temático localizado em Portugal, mais precisamente no Alentejo em Vila Nova de Santo André, no concelho de Santiago do Cacém.

## História
Existe desde 1999 (26 anos), com uma área de 90 hectares.
O parque permite aos visitantes o contacto directo com a natureza e com a vida animal através das variadas atracções.
O Badoca Safari Park tem a vantagem de possuir os animais num regime de semi-liberdade, permitindo por um lado, a garantia de que os visitantes conseguem, de facto ver os animais – o que não se verifica num regime de total liberdade, como acontece nos parque naturais – e por outro lado, a possibilidade de proporcionar uma representação mais realista do funcionamento dos ecossistemas, o que não acontece no regime de cativeiro, característico dos zoos tradicionais.
Conta actualmente com cerca de 500 animais selvagens de 45 espécies distintas.

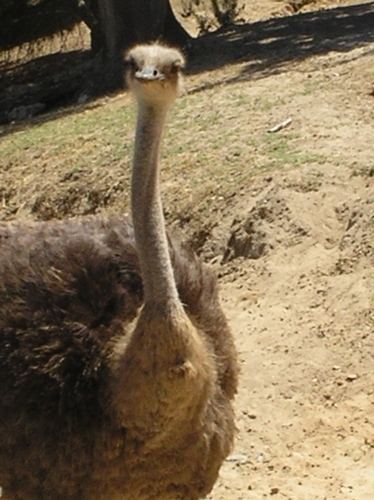
Uma avestruz no Badoca Safari Park.

## Atracções

### Safari Africano
Esta é uma das atracções mais famosas do parque.
O safari tem lugar num espaço onde coabitam diferentes espécies num regime de “liberdade”.
Durante o percurso, com duração aproximada de 45 minutos e realizado em tractores com reboques, é possível observar girafas, orixes, zebras, búfalos, avestruzes, gnus, entre outros animais, que o transportam para o Continente Africano.
Os guias do parque asseguram uma explicação detalhada sobre as espécies observadas, satisfazendo as dúvidas e curiosidades dos visitantes.

### Apresentação de Aves Carnívoras
As aves protagonistas de apresentações em voo livre realizadas por uma equipa de falcoeiros.
Estas apresentações dão a conhecer uma tradição milenar, a “Cetraria” – técnica e filosofia de caça com aves de rapina.
Os visitantes podem aprender acerca das aves tradicionalmente utilizadas através da simulação de cenas de caça.
São apresentadas diversas espécies de aves de rapina sendo as suas características anatómicas, bem como as suas adaptações fisiológicas, evidenciadas através do seu vôo.
Algumas das espécies que podem ser observadas durante a apresentação são a Águia de Asa Redonda, Águia de Harris, Bufo Real,Coruja do Mato,Urubu, entre muitas mais espécies. 

### Sessão de Alimentação dos Lémures
Tendo como cenário a fantástica Ilha de Madagáscar, um tratador convida os visitantes a presenciar, interagir e alimentar os lémures, uma espécie de primatas, em perigo de extinção, que apenas existe em Madagáscar.

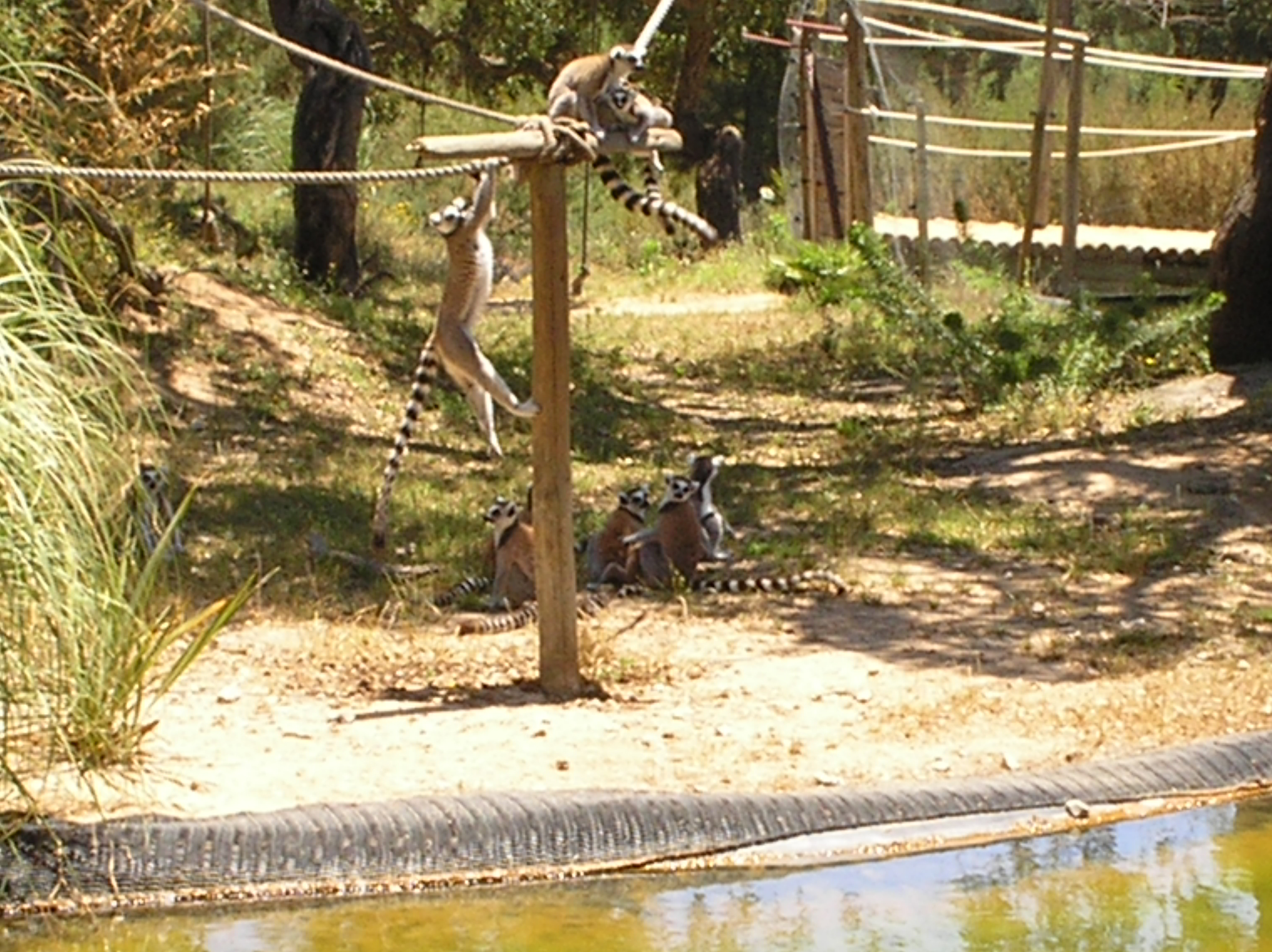
Ilha dos Lémures.

Nesta apresentação o tratador alimenta os animais enquanto descreve as características principais da espécie e a sua rotina de alimentação.
O trabalho de conservação desta espécie, levado a cabo no parque, é também dado a conhecer.
Os visitantes observam com proximidade o comportamento dos animais e podem esclarecer todas as suas dúvidas.
No final da apresentação, basta atravessar uma ponte de madeira, para penetrar no coração de Madagáscar e conhecer bem de perto os lémures – primatas desta magnífica ilha.

### Floresta das Araras
Entre na instalação das Aves Exóticas, a Floresta Tropical, e ao longo do percurso observe, conheça e interaja com as variadas espécies que aí habitam – diversas araras, papagaios, turacos e cacatuas.

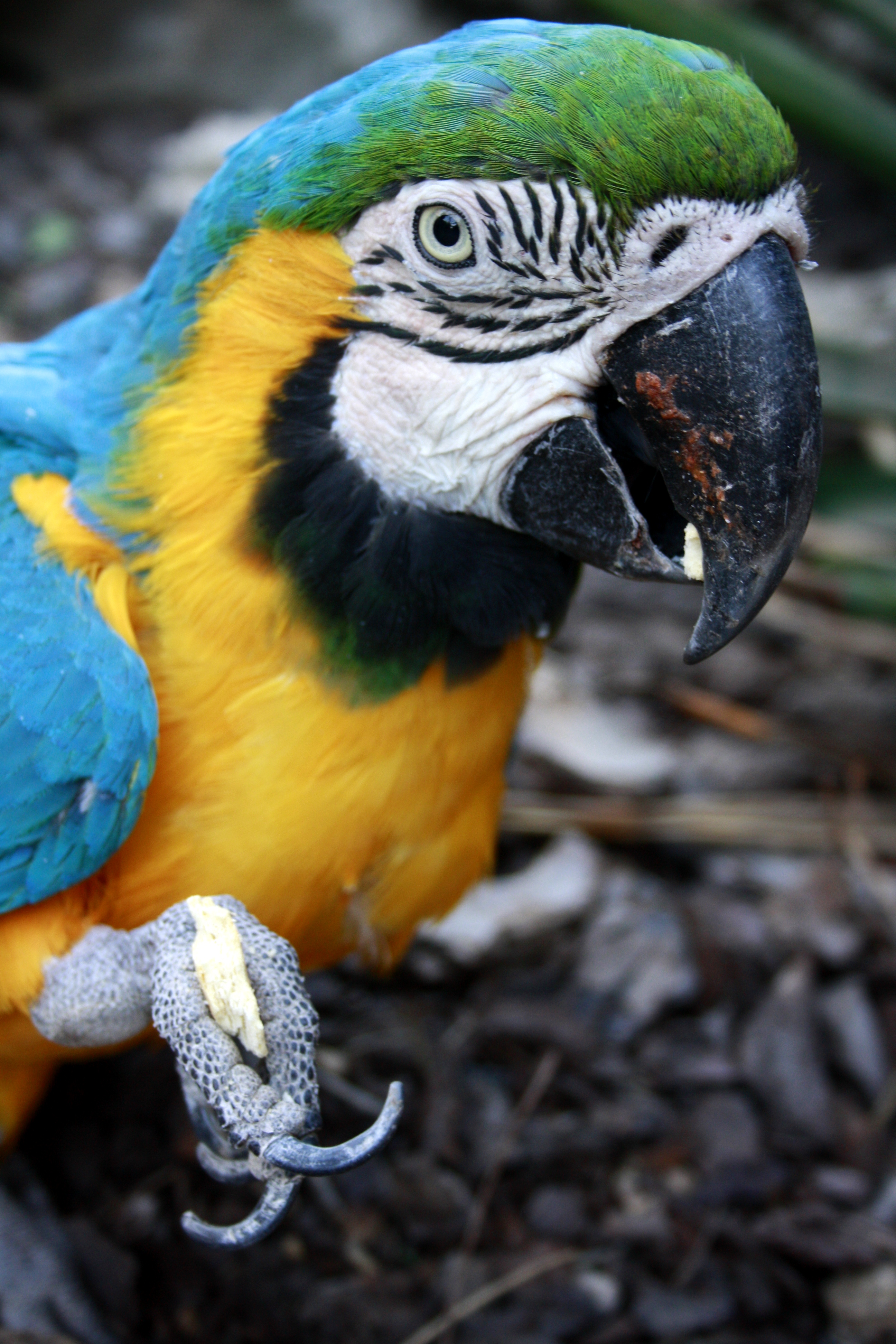

Num percurso pelo interior desta Floresta Tropical observe de bem perto maravilhosas aves, cuja beleza é, infelizmente, a principal causa dos problemas de conservação que ameaçam este grupo. 
Por serem populares aves de gaiola e, como tal alvo de práticas ilegais de comércio, muitas destas espécies estão ameaçadas.
A concepção deste espaço tem por base o enriquecimento ambiental. 
Todo o espaço desta instalação foi concebido procurando criar complexidade e variabilidade no meio ambiente com o objectivo de promover a qualidade de vida e estimular os mecanismos naturais das aves que aí habitam. 
Painéis ilustrados permitem-lhe a conhecer a grande família das aves exóticas, explicando as características anatómicas e fisiológicas das diferentes espécies.

### Ilha dos Primatas
O Badoca Safari Park inaugurou em Março de 2009 um espaço único em Portugal – As grandes Ilhas de Primatas. 
A sua dimensão e complexidade, recriando um ambiente natural, fazem desta instalação um espaço simplesmente espectacular.Para ocupar as três ilhas habitam no parque uma família de chimpanzés comuns (Pan troglodytes), uma família de babuínos sagrados (Papio hamadryas) e uma família de mandris (Mandrillus sphinx).
Esta infraestrutura, única no nosso país, pelo seu espaço e condições, é uma mais valia na sensibilização do público para a temática da conservação.  
É nosso objectivo que estes animais, embaixadores dos seus congéneres selvagens, possam sensibilizar os visitantes para a importância da preservação e conservação não só das espécies ameaçadas, como também dos seus habitats. 
Este local, veio enriquecer a colecção animal do Badoca Safari Park, uma vez que este parque temático recebe assim espécies catalogadas pela IUCN (International Union for Conservation of Nature) como ameaçadas de extinção, ou vulneráveis no seu estatuto de conservação, que se encontram abrangidas pelos Programas Europeus de Reprodução em Cativeiro levados cabo pela European Association of Zoos and Aquaria (EAZA).

### Jardim das Aves Exóticas
Passeie pelo Jardim de Aves Exóticas e  deixe-se invadir pela alegria das cores das variadas espécies que aí habitam – Loris, Tucanos, Periquitos, Papagaios e Caturras.
Existem cerca de 9700 espécies de aves no mundo, neste grande grupo temos as aves exóticas. 
Este grupo é considerado muito alegre e curioso devido às suas características morfológicas e comportamentais. 
Uma das características que desperta mais a atenção é a sua plumagem muito colorida, que inclui as cores verde, vermelho, amarelo, para se poderem camuflar entre as flores e frutos nas florestas tropicais.
Estas aves são muito populares entre os humanos, não só pela sua beleza mas também por serem consideradas bons animais de companhia.
Actualmente devido ao tráfico destas espécies, muitas encontram-se ameaçadas ou em vias de extinção. 
A destruição dos habitats e a desflorestação também são umas das causas de ameaça, assim como a poluição e destruição dos ninhos.

### Rafting Africano
Surgiu de uma forma inesperada, um novo rio em Portugal.
Emerso em todos os cenários africanos e aos animais que o compõem, o Rafting Africano é a nova atracção, do Badoca Safari Park, pensada para aqueles que gostam de emoções fortes!
É a bordo de um barco pneumático, com capacidade até 9 pessoas, podem percorrer 500 metros de águas turbulentas que circulam num ambiente recriado.

### Experiências VIP
Para além das atracções, os visitantes podem também experimentar as diferenciadas experiências.
Parta à descoberta da savana africana acompanhado por um ranger, num jipe privado, para uma experiência única onde não faltarão oportunidades de interacção e de um contacto próximo com girafas, zebras, antílopes, avestruzes e búfalos.

### Experiência de Falcoaria
Viva uma experiência única de contato e relação com formidáveis aves carnívoras.
Acompanhado por um falcoeiro terá oportunidade de conhecer os princípios básicos da arte da falcoaria e de treinar em vôo livre águias, falcões, abutres, bufos e corujas e de interagir com as imponentes aves caminhantes como o calau e o marabu.

### Encontro com as Girafas

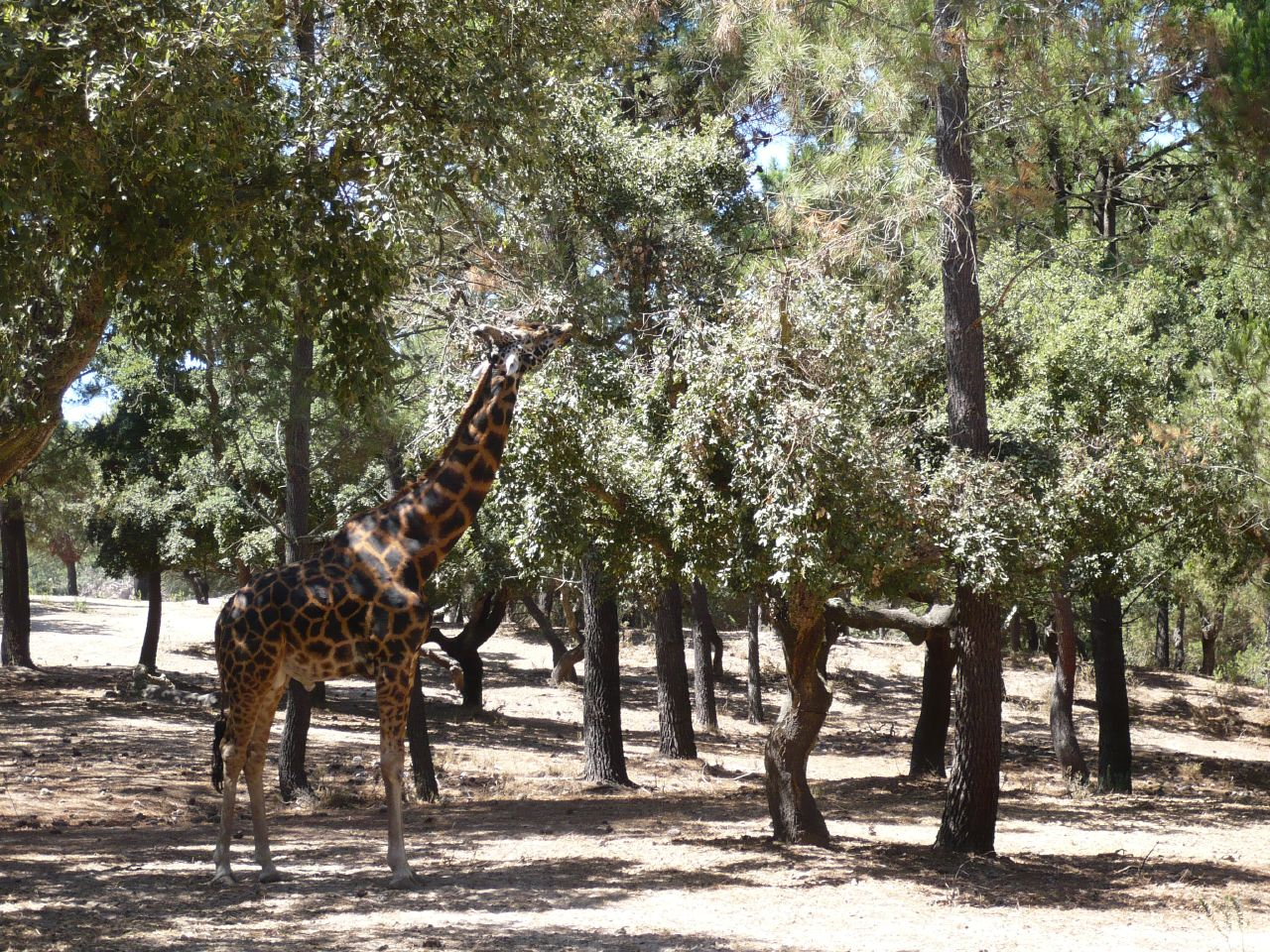
Uma girafa no Badoca Safari Park.

Se é fã do mamífero mais alto do planeta e gosta de aventura, parta num jipe privado, ao encontro da nossa manada de girafas.
Viva momentos exclusivos num contato próximo com estes animais da subespécie rothschild, uma das mais ameaçadas do mundo.
Acompanhado por um tratador entre num abrigo com mais de 10 metros de altura, interaja e alimente estes animais, e não perca a oportunidade de tirar fotografias únicas.

## Conservação

### Padrinho em Acção
Os fundos angariados através das adoções são para ajudar a alimentar e alojar os animais e proporcionar-lhes excelentes condições de bem estar.
Estes fundos permitem também ao Badoca Safari Park participar nos Programas de Reprodução em Cativeiro com as espécies ameaçadas que habitam no parque.

## Zona de Restauração
Para além de diferentes espaços temáticos, o Badoca Safari Park dispõe de uma savana, de um self-service para refeições rápidas e de uma zona de 1000m2, inserido no meio do pinhal para piquenique.